# Manuel González de Cosío
Manuel González de Cosío Tamayo (Zacatecas, Zacatecas; 1836-Coyoacán, Distrito Federal; 14 de diciembre de 1913) fue un militar y político mexicano. Combatió en el bando republicano en la guerra de Reforma y en la Segunda intervención francesa. Fue secretario de Comunicaciones y Obras Públicas de México de 1891 a 1895, secretario de Gobernación de 1895 a 1903, secretario de Fomento, Colonización e Industria de 1903 a 1905 y secretario de Guerra y Marina de 1905 a 1911.

## Primeros años
Manuel González de Cosío nació en 1836 en la ciudad de Zacatecas, México, siendo hijo de Manuel González de Cosío y de Gertrudis Tamayo. Ingresó al Colegio Militar en septiembre de 1853, egresando como teniente de infantería permanente. Se casó con Luz Acosta de González Cosío y su primera hija fue Luz González Cosío de López, fundadora de la Cruz Roja Mexicana.

## Guerra de Reforma e intervención francesa
Combatió del lado republicano durante la guerra de Reforma y la Segunda intervención francesa en la batalla de Silao y la batalla de Calpulalpan. Tras el Sitio de Puebla en 1863 fue capturado y enviado a Francia como prisionero, siendo liberado en 1864. Regresó a México a través de Estados Unidos y volvió a ser apresado por las tropas del Segundo Imperio Mexicano, quedando recluido en Matehuala, San Luis Potosí. Fue liberado por las fuerzas republicanas en enero de 1865.
Fue comandante militar de Zacatecas desde noviembre de 1866 hasta febrero de 1867. Fue subinspector de la Guardia Nacional en el estado de Zacatecas hasta diciembre de 1867 y fue parte de la plana mayor del ejército. Tras la disolución del imperio y el restablecimiento de la república, fue designado como gobernador interino de Zacatecas. Posteriormente fue diputado del Congreso del Estado de Zacatecas en la IV Legislatura de 1872 a 1874.

## Porfiriato
Durante el mandato de Porfirio Díaz fue nombado jefe de la Tesorería General de la Federación. Posteriormente ocupó varios cargos dentro del gabinete de Porfirio Díaz. Fue Secretaría de Comunicaciones y Obras Públicas de 1891 a 1895, secretario de Gobernación de 1895 a 1903, secretario de Fomento, Colonización e Industria de 1903 a 1905 y secretario de Guerra y Marina de 1905 a 1911. En 1905 fue ascendido al grado de General de División. Fue uno de los pocos secretarios que Porfirio Díaz mantuvo en su gabinete tras el inicio de la Revolución mexicana. Manuel González de Cosío falleció en Coyoacán el 14 de diciembre de 1913.

## Interpretaciones en televisión
Manuel González de Cosío fue representado en la telenovela histórica El vuelo del águila por el actor Ramón Menéndez. Y en la serie El encanto del águila fue interpretado por el actor Juan Carlos Barreto.